# ویورلی (آلاباما)
ویورلی (به انگلیسی: Waverly) شهرکی در شهرستان لی ایالت آلاباما است که مساحت آن ۷٫۱ کیلومترمربع است و در سرشماری سال ۲۰۱۰ میلادی، ۱۴۵ نفر جمعیت داشته و تراکم جمعیتی آن، ۲۰٫۴۲ نفر در کیلومترمربع بوده است.

## نگارخانه

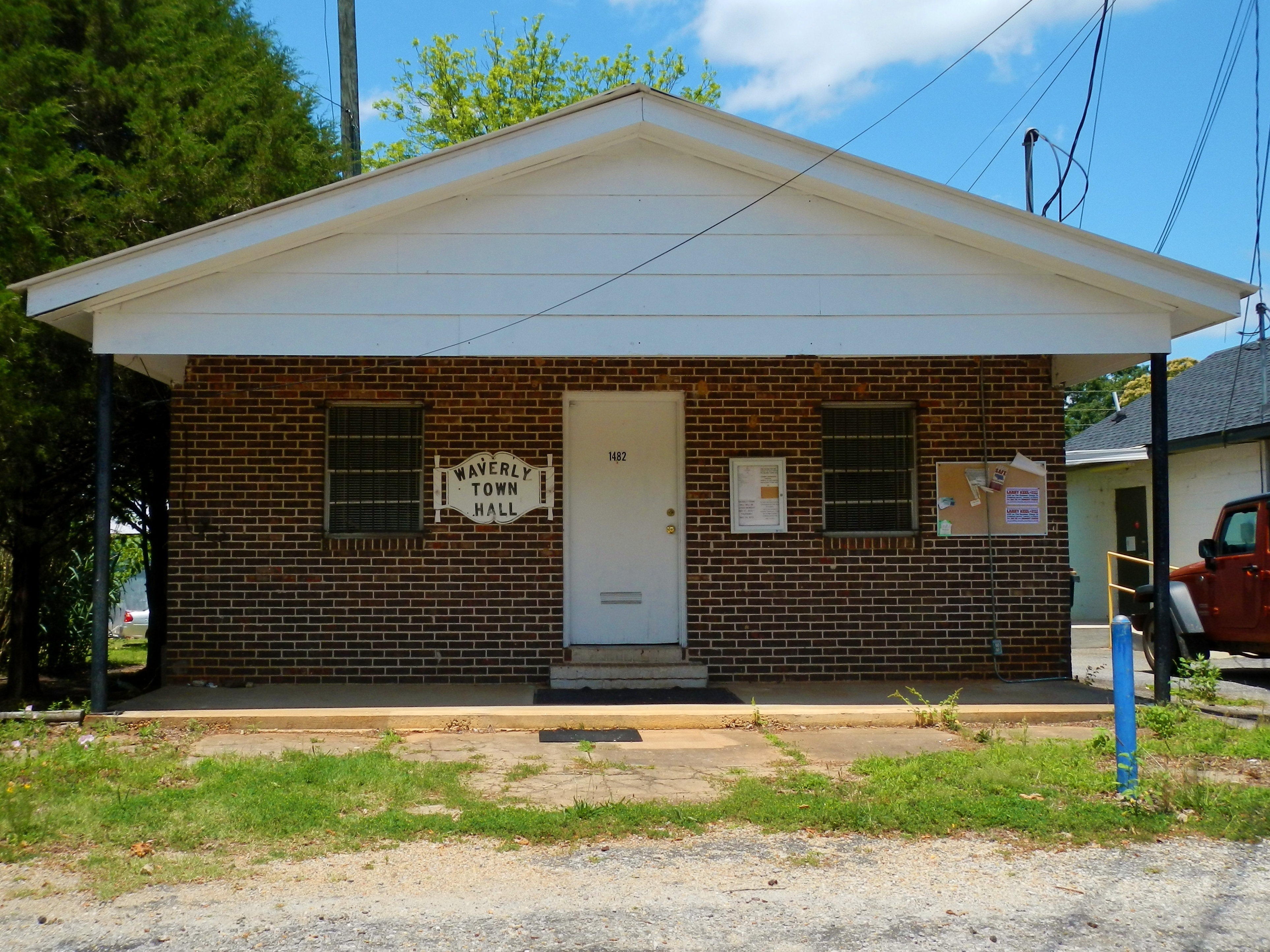
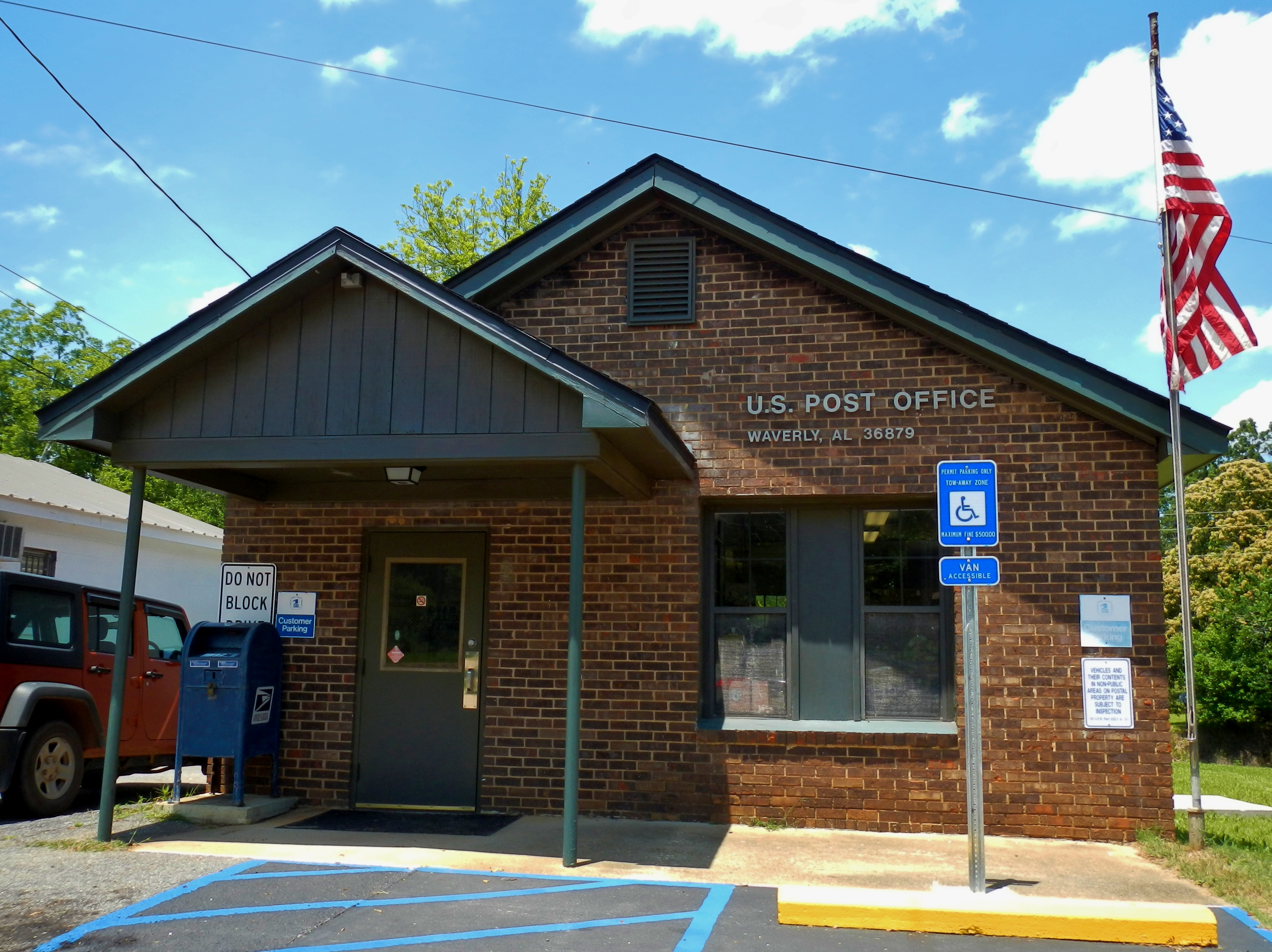
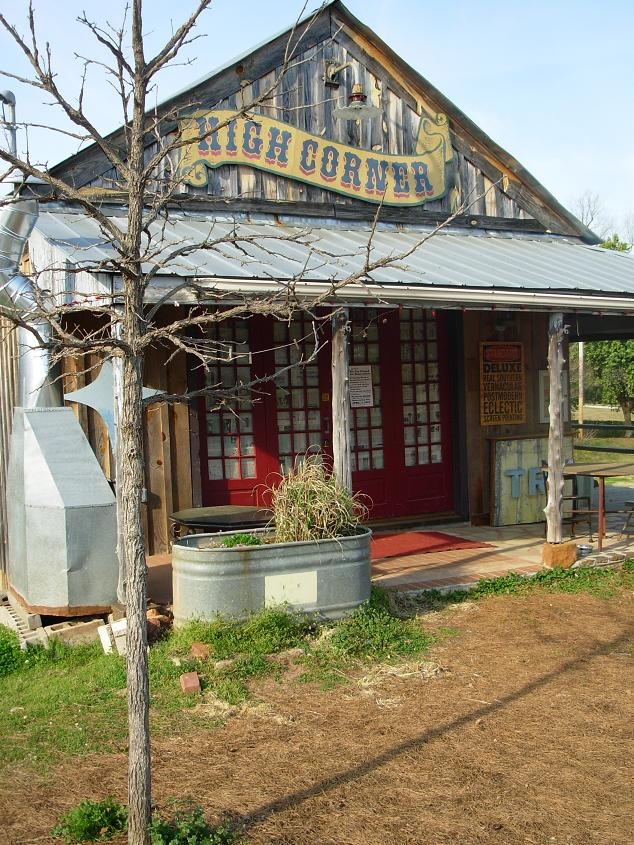
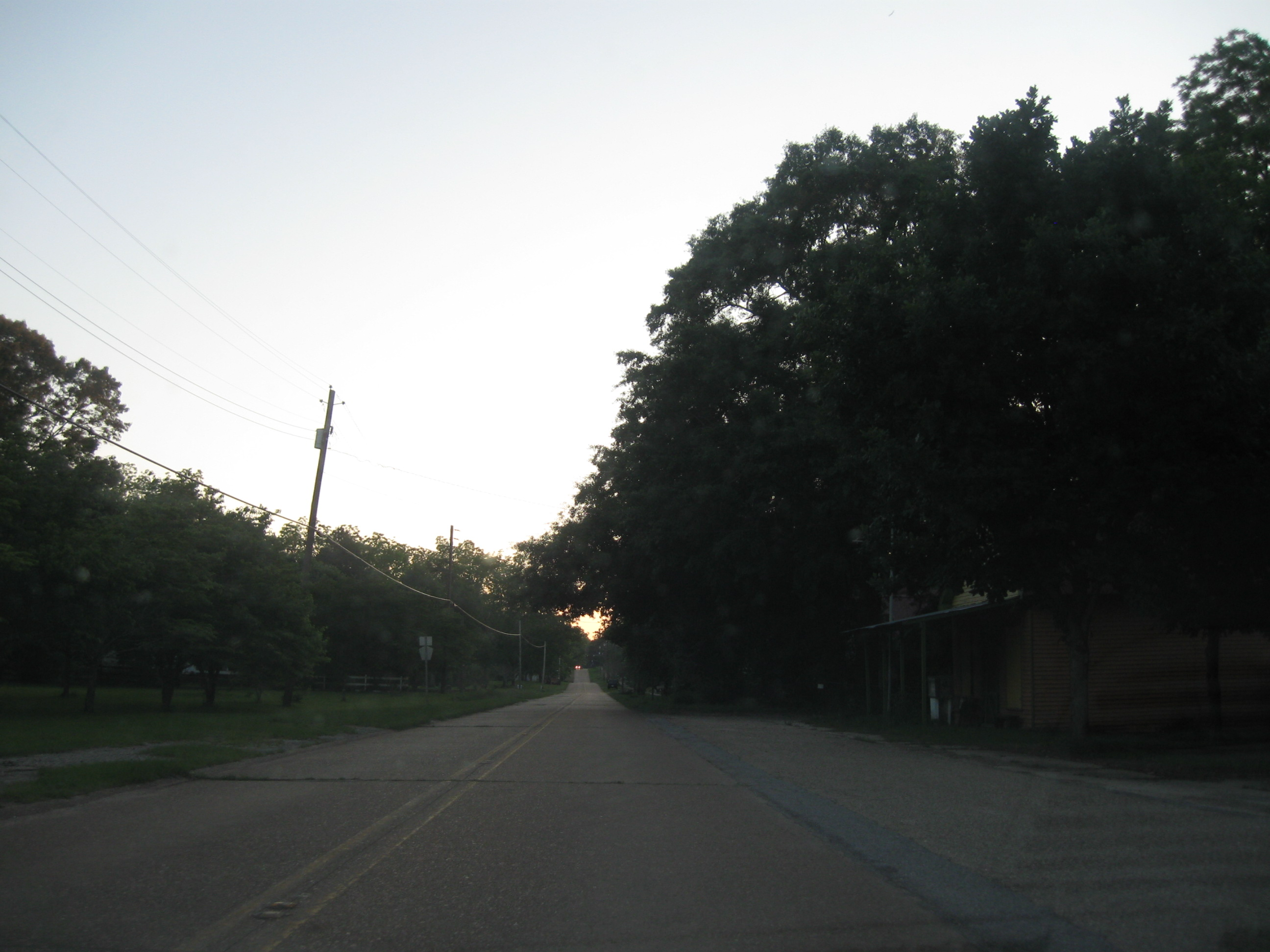
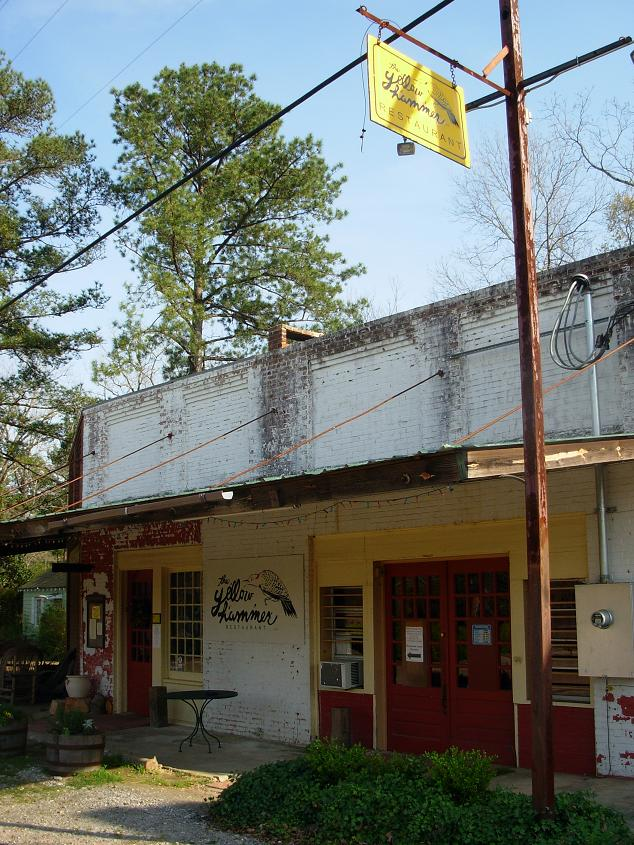
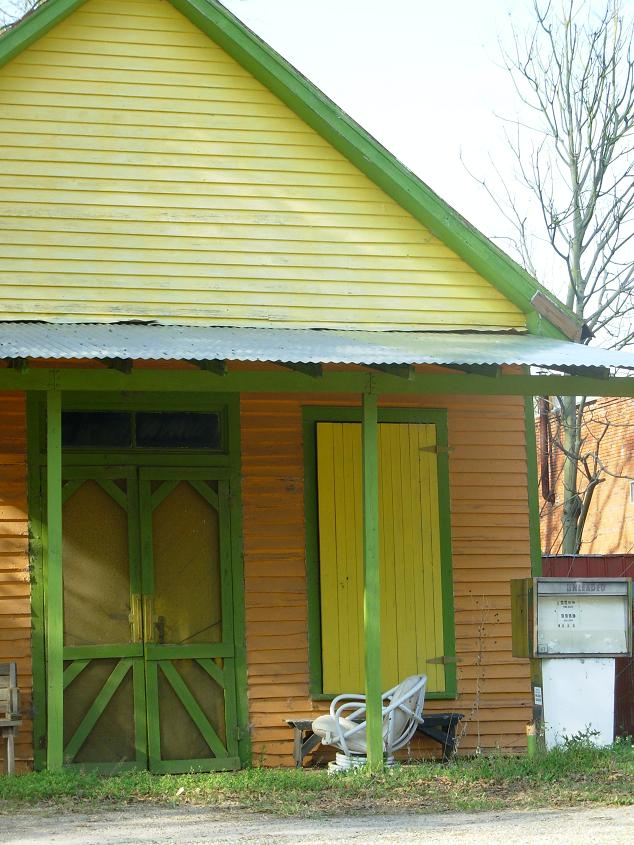
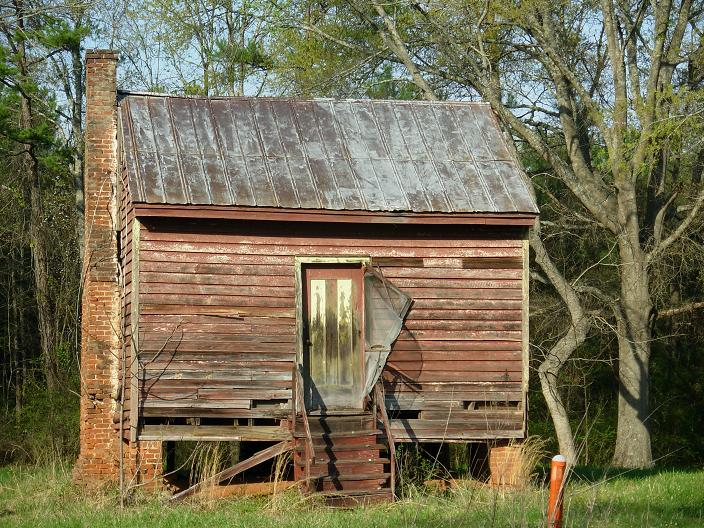
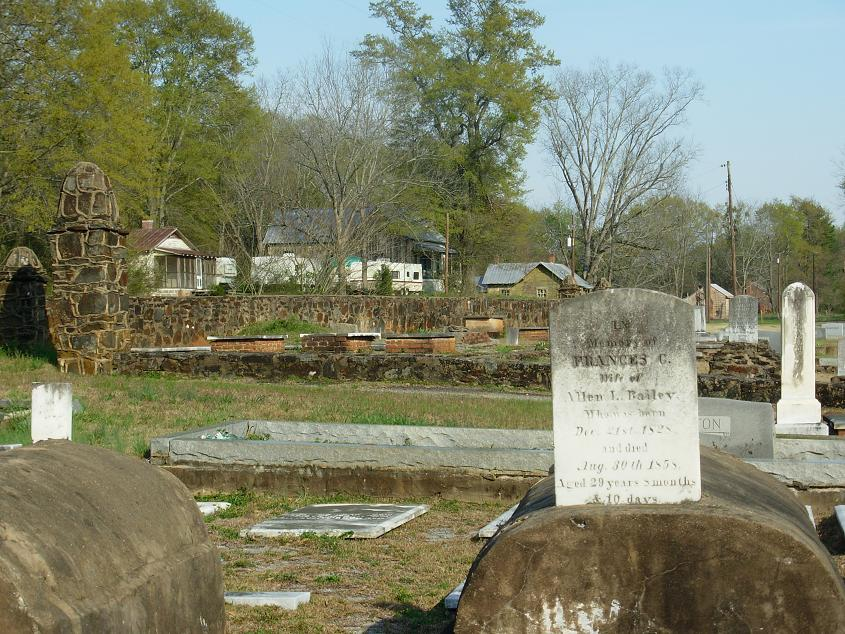
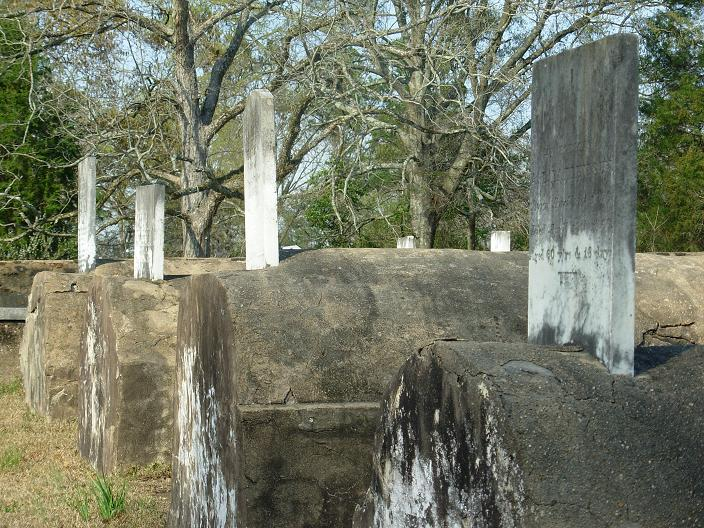
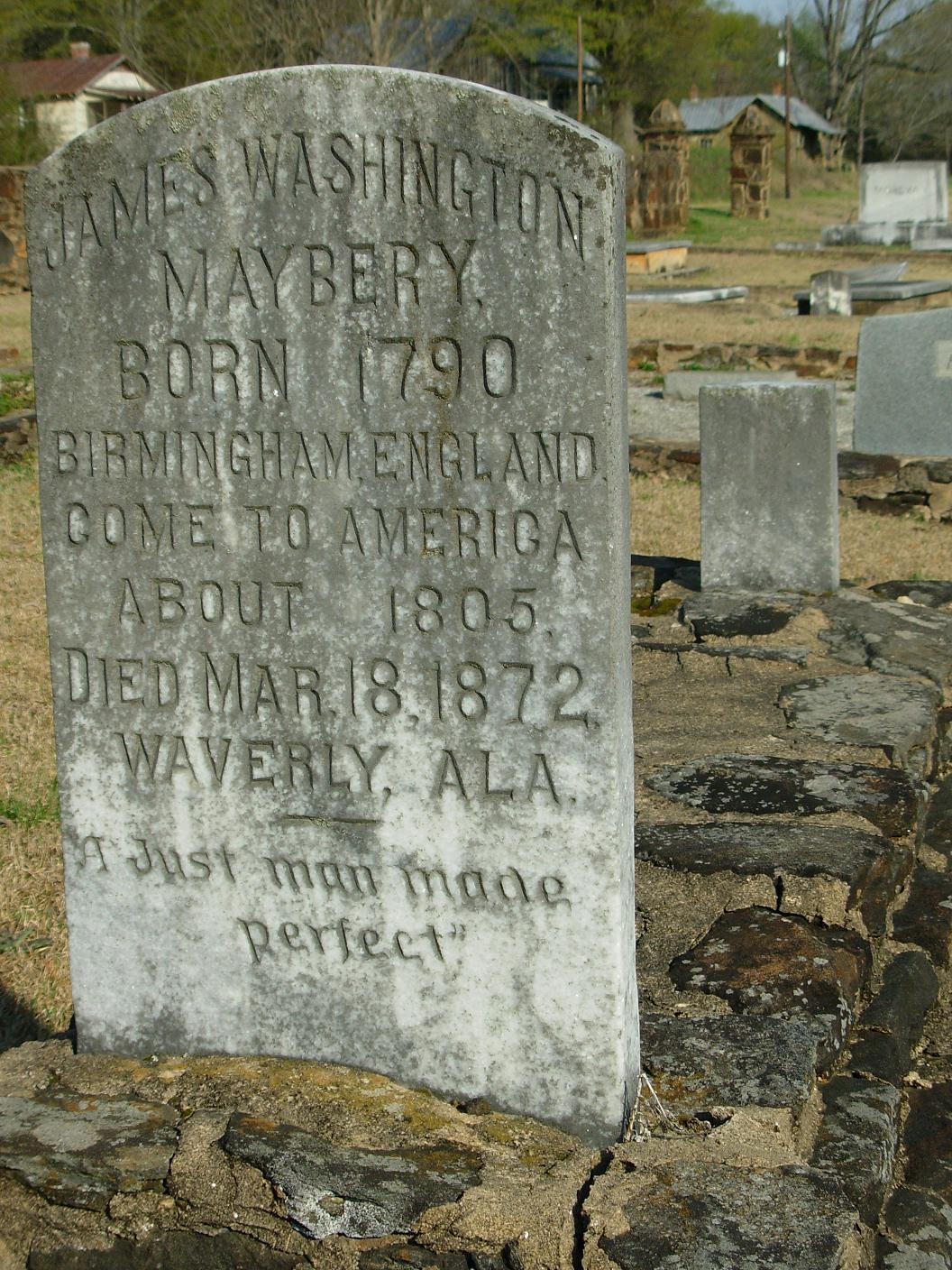
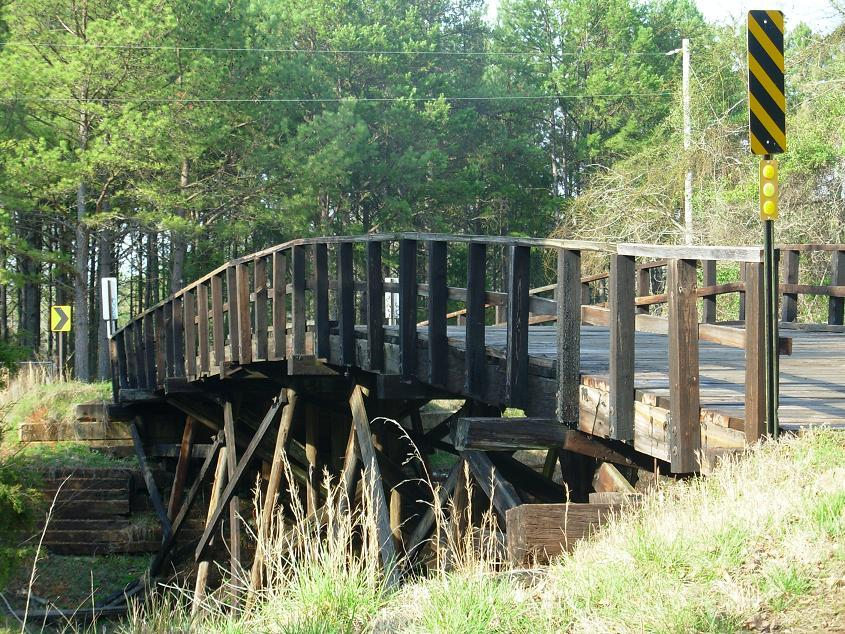